# امیکرون۲ ماکیان
امیکرون۲ ماکیان یک ستاره است که در صورت فلکی ماکیان قرار دارد.